# 穆兰普尔达卡
穆兰普尔达卡（Mullanpur Dakha），是印度旁遮普邦Ludhiana县的一个城镇。总人口14607（2001年）。

## 人口
该地2001年总人口14607人，其中男性7689人，女性6918人；0—6岁人口1601人，其中男873人，女728人；识字率68.85%，其中男性为73.81%，女性为63.34%。